# Арена Митишчи
Арена Митишчи (рус. Аре́на Мыти́щи) вишенаменска је арена у Митишчију, Русија. Отворена је 2005. године и има капацитет за око 9.000 људи. Пре свега се користи за утакмице хокеја на леду и домаћи је терен локалном тиму Атлант. Такође се користи за концерте, као и клизалиште.
Заједно са Мегаспорт ареном била је место одигравања Светског првенства у хокеју на леду 2007.